# Ichiyō Higuchi
Ichiyō Higuchi, japanska: 樋口一葉, född 2 maj 1872 i distriktet Uchisaiwaichō, i Chiyoda, Tokyo, död 23 november 1896 i Tokyo, var Japans första moderna professionella kvinnliga författare. Hon skrev noveller och poesi och var dessutom en mycket produktiv dagboksförfattare.

## Biografi
Ichiyō Higuchi är författarnamnet för Natsuko Higuchi japanska: 樋口夏子, eller Natsu Higuchi japanska: 樋口奈津. Hon föddes i Tokyo som det fjärde barnet och den andra dottern till Noriyoshi Higuchi och Ayame "Taki" Furuya. Hennes föräldrar var från ett bondesamhälle i den närbelägna prefekturen Yamanashi, men hennes far hade lyckats nå samurajstatus 1867 och föräldrarna flyttade till Tokyo. Det blev endast en kort period som familjen hade samurajstatus eftersom samurajklassen avskaffades vid Meijirestaurationen. Uppväxten i ett samurajhushåll kom ändå att prägla Higuchi.

## Författarskap
1886 började Higuchi studera waka-poesi vid privatskolan Haginoya. Studierna innebar poesilektioner och föreläsningar om japansk litteratur varje vecka. Varje månad hölls också poesitävlingar för studenterna. Poesistudierna vid skolan var konservativa och inriktades mot Heian-perioden (794–1185 e.Kr.). Higuchi kände sig i underläge bland alla studerande från överklassen.
1891 började hon skriva dagbok på allvar och av den framgår hur hennes känsla för skrivande tilltagit. Dagböckerna, som hon skrev öppenhjärtigt, skulle bli flera hundra sidor anteckningar under de fem år hon hade kvar att leva. Med hennes känsla av socialt underläge, hennes blyghet och de ökade ekonomiska svårigheterna i familjen blev hennes dagbok den plats där hon kunde hävda sig.
Två år efter hennes brors död 1889 dog också hennes far. På grund av faderns dåliga affärsinvesteringar blev familjeekonomin svår. Vid denna tid slog hennes fästman, juristen och den blivande guvernören Saburō Shibuya, upp deras förlovning. Tillsammans med sin mor och yngre syster Kuniko flyttade hon till Hongō-distriktet i Tokyo, där de försörjde sig på att sy och tvätta kläder.
Higuchi uppmärksammade sin klasskamrat Kaho Miyake som 1888 gett ut romanen Yabu no uguisu (ungefär "Cettisångaren i lunden") och fått ett väl tilltaget honorar för sin skrivarmöda. Higuchi bestämde sig då för att bli författare för att försörja familjen.
Hennes första skönlitterära alster var noveller. 1891 mötte hon Tosui Nakarai som skulle kunna hjälpa henne med förlagskontakter. Higuchi blev förälskad, men kärleken blev aldrig besvarad, något som kom att bli ett återkommande tema i hennes skrivande. I mars 1892 gjorde hon litterär debut med Yamizakura (Blommor i skymningen) som publicerades i det första numret av tidskriften Musashino under pseudonymen Ichiyō Higuchi.
Novellerna från de första författaråren (1892–1894) var starkt präglade av hennes skolning inom Heian-poesin. Higuchi verkade behöva demonstrera sin litterära skolning och skiljde sig tydligt från sin friare och mer levande stil i dagboksanteckningarna. Men Higuchi utvecklades snabbt som författare.
Novellen Umoregi (ungefär "I dunklet") publicerades i den erkända litterära tidskriften Miyako no hana  november- och decembernummer 1892 och hon blev uppmärksammad som en lovande ny författare.

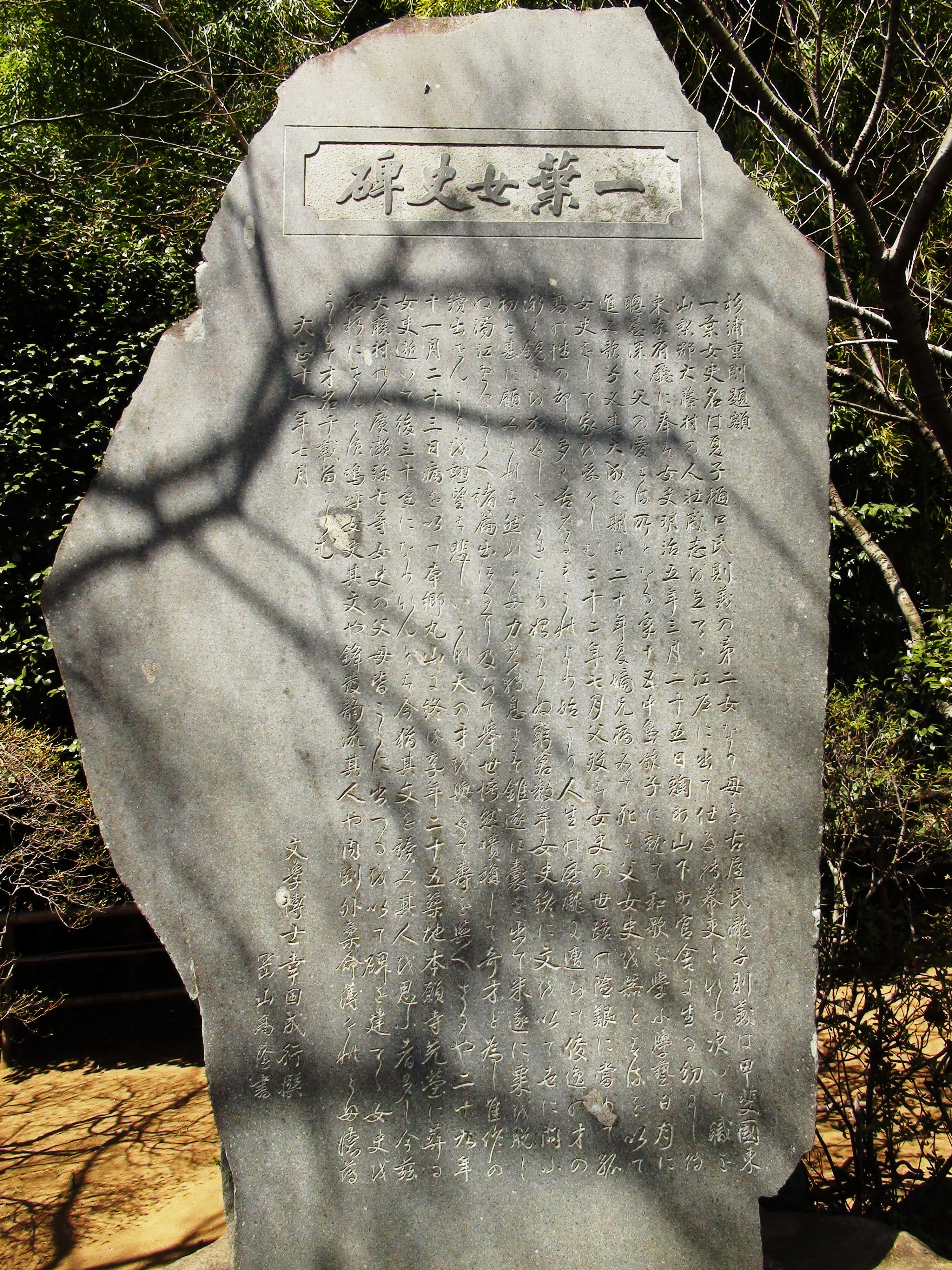
Ichiyō Higuchis gravsten vid Jiunji-templet i Kōshū.

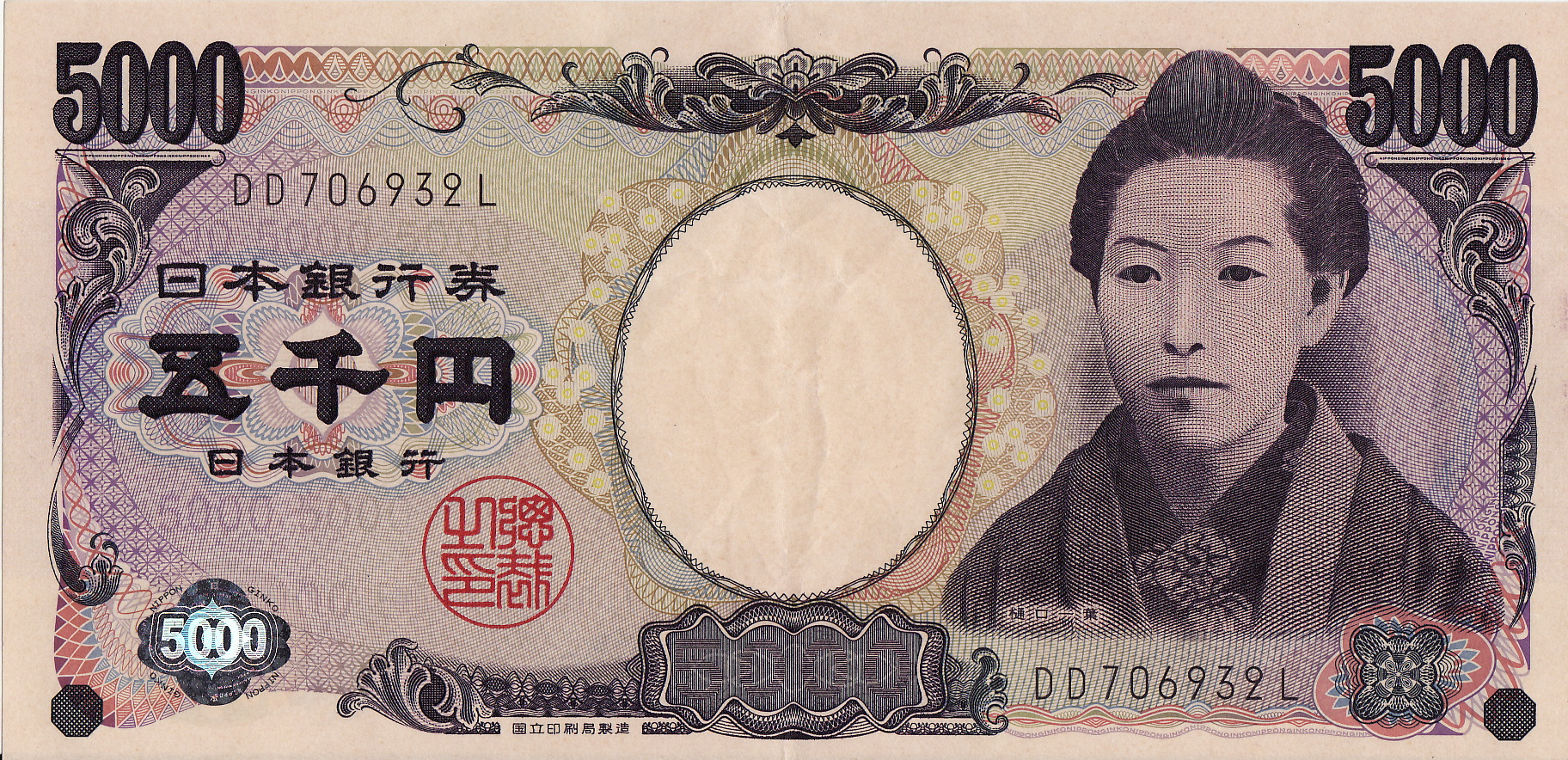
Higuchi på en 5000-yensedel, som gavs ut i november 2004.

1893 flyttade Higuchi med sin mor och syster till ett fattigt område fem minuters promenad från glädjekvarteren i Yoshiwara. Hennes upplevelser i detta område av Tokyo gav henne material till flera av hennes senare noveller, till exempel Takekurabe, ("Jämföra längder"), Child's Play i Robert Lyons Danlys engelska översättning och Growing Up i Edward Seidenstickers.
Hennes författarskap åren 1894–1896, som kallats hennes mogna period, kännetecknades inte bara av hennes erfarenhet av att leva i närheten av glädjekvarteren och en växande insikt om kvinnors svåra belägenhet utan också av inspirationen från 1600-talsdiktaren Ihara Saikaku. Till denna period hör Ōtsugomori (På årets sista dag), Nigorie (Oroliga farvatten), Jūsan'ya (Den trettonde natten), Takekurabe och Wakaremichi (Skilda vägar).
För dessa berättelser blev hon högt skattad av Tokyos litterära etablissemang. Hon fick omdömen om sin traditionella stil som "den sista kvinnan från det gamla Meiji".
Higuchi ådrog sig tuberkulos precis som sin far och bror Hon avled 24 år gammal i november 1896.